# Хрістель Штеффін
Хрістель Штеффін (нім. Christel Steffin, 4 квітня 1940) — німецька плавчиня.
Учасниця Олімпійських Ігор 1956 року, бронзова медалістка 1960 року.